# Caloscirtus arboreus
Caloscirtus arboreus är en insektsart som beskrevs av Marius Descamps 1977. Caloscirtus arboreus ingår i släktet Caloscirtus och familjen gräshoppor. Inga underarter finns listade i Catalogue of Life.